# Тайби-Айленд
Тайби-Айленд (англ. Tybee Island) — прибрежный курортный город в округе Чатем американского штата Джорджия, в 25 км на юго-восток от Саванны. Расположен на небольшом острове Тайби (Tybee), самой восточной точке штата. Постоянное население города всего 3392 человека, но благодаря потоку отдыхающих, летом в городе ежедневно бывает до 30 000 человек.

## История
Топоним Тайби произошел из языка ючи и означает «соль». В 1520 году на острове Тайби впервые высадились европейцы — испанская экспедиция Лукаса Васкеса де Айльона (исп. Lucas Vasquez de Ayllon). В начале XVIII века в результате войн с англичанами испанские поселенцы покинули остров. Английское поселение появилось в 1733 году; в 1736 году был построен маяк и небольшой форт для защиты подходов к Саванне.
В 1887 году была построена железная дорога от Саванны до Тайби-Айленда и Тайби-Айленд быстро превратился в популярный курорт.
5 февраля 1958 года над островом Тайби произошло столкновение бомбардировщика B-47 и истребителя F-86. B-47 получил повреждения и экипажу пришлось аварийно сбросить в океан находящуюся в бомбовом отсеке водородную бомбу. Считается, что бомба покоится на дне залива Уоссо к югу от города, однако найти её до сих пор не удалось.